# Arquidiocese de Calabar
A Arquidiocese de Calabar (Archidiœcesis Calabarensis) é uma circunscrição eclesiástica da Igreja Católica situada em Calabar, Nigéria. Seu atual arcebispo é Joseph Effiong Ekuwem. Sua Sé é a Catedral do Sagrado Coração de Calabar.
Possui 51 paróquias servidas por 88 padres, abrangendo uma população de 1 641 900 habitantes, com 18,7% da dessa população jurisdicionada batizada (306 740 católicos).

## História
A prefeitura apostólica de Calabar foi erigida em 9 de julho de 1934 com a bula Ad enascentis do Papa Pio XI, recebendo o território do vicariato apostólico da Nigéria Meridional (atual arquidiocese de Onitsha).
Cedeu uma parte do seu território em vantagem da ereção da prefeitura apostólica de Ogoja (hoje diocese) em 13 de março de 1938.
Em 12 de junho de 1947 a prefeitura apostólica foi elevada a vicariato apostólico com a bula Solet Apostolica do Papa Pio XII.
Em 18 de abril de 1950 o vicariato apostólico foi elevado a diocese com a bula Læto accepimus também do Papa Pio XII.
Em 1 de março de 1963 e em 4 de julho de 1989 cedeu outras partes do seu território para a ereção, respectivamente, das dioceses de Ikot Ekpene e de Uyo.
Foi elevada à categoria de arquidiocese metropolitana em 26 de março de 1994 por força da bula Lætis captis do Papa João Paulo II.

## Prelados
- James Moynagh, S.P.S. † (1934 - 1970)
- Brian David Usanga † (1970 - 2003)
- Joseph Edra Ukpo (2003 - 2013)
- Joseph Effiong Ekuwem (desde 2013)